# Малтитол
Малтитол, чието строго химично наименование е 4-O-α-гликопиранозил-D-сорбитол, е органично химическо съединение от групата на захарните алкохоли, известни още и като полиоли. Използва се като заместител на захарта в хранително-вкусовата промишленост. Молекулната формула на малтитола е C12H24O11.

## Производство и употреба
Малтитолът е дизахарид, получен при хидрогенирането на малтоза, добита от скорбяла. Малтитоловият сироп, хидрогениран скорбялов хидролизат, се получава при хидрогенирането на царевичен сироп, който е смес от въглехидрати, добити при хидролизата на скорбяла. Съдържанието на малтитол в това изделие е между 50% и 80%. Остатъкът е предимно сорбитол и малки количество други съединения, имащи връзка със захарта.